# Tebedak I
Tebedak I is een bestuurslaag in het regentschap Ogan Ilir van de provincie Zuid-Sumatra, Indonesië. Tebedak I telt 1916 inwoners (volkstelling 2010).